# 佐治·哥洛夫·李察遜
佐治·哥洛夫·李察遜（1916年12月5日—2000年6月26日），薩斯喀徹溫省人，是一名加拿大進步保守黨黨員。

## 外部連結
- George Richardson – 加拿大国会传记
- Geni.com上關於佐治·哥洛夫·李察遜的資料（英文）
- FamilySearch上關於佐治·哥洛夫·李察遜（页面存档备份，存于）的資料（英文）